# Вакер Микола
Мико́ла Ва́кер (* 1897, Київ  † 1987, Париж) — український художник, представник Паризької школи українського мистецтва.
Учень Анре Лота та Роже Біссьєра, викладач Національної школи мистецтв у Парижі. Народився у Києві, здобув освіту в Петербурзі, після Жовтневого перевороту його сім'я була змушена емігрувати у Берлін.